# Avanspettacolo
Avanspettacolo (littéralement: « avant le spectacle  ») est un genre théâtral italien mis au point entre les années 1930 et 1950. 

## Description
Étroitement lié à la revue et au spectacle de variétés, l'« avanspettacolo » propose un mélange  de musique, ballet, comédie et autres formes de divertissement.

## Historique
Le genre est apparu pendant l'époque fasciste, suite de la promulgation de lois dites « modernistes » qui ont accordé des avantages impôt pour les théâtres qui se sont adaptés pour la diffusion des films. En conséquence, les compagnies de théâtre ont été obligés de concevoir une forme légère et courte de spectacle qui pourrait être joué sur la scène pour divertir les spectateurs avant le « spectacle  principal », c'est-à-dire le film.
Par la suite l'avanspettacolo a perdu progressivement son assise culturelle pour devenir une forme de revue légère ; dans les années 1970 il comporte aussi des spectacles de strip-tease.  Le terme est parfois utilisé dans un sens péjoratif pour désigner une comédie de faible qualité. 
Néanmoins, dans la première moitié du XXe siècle, de nombreux comédiens, devenus éminents, l'ont servi : Eduardo De Filippo, Totò, Aldo Fabrizi et Lino Banfi.

## Source de traduction
- (it) Cet article est partiellement ou en totalité issu de l’article de Wikipédia en italien intitulé « Avanspettacolo » (voir la liste des auteurs).